# H. R. Fricker
Hans Ruedi Fricker (* 9. August 1947 in Zürich; † 6. Mai 2023 in Trogen) war ein Schweizer Konzeptkünstler.

## Leben und Werk

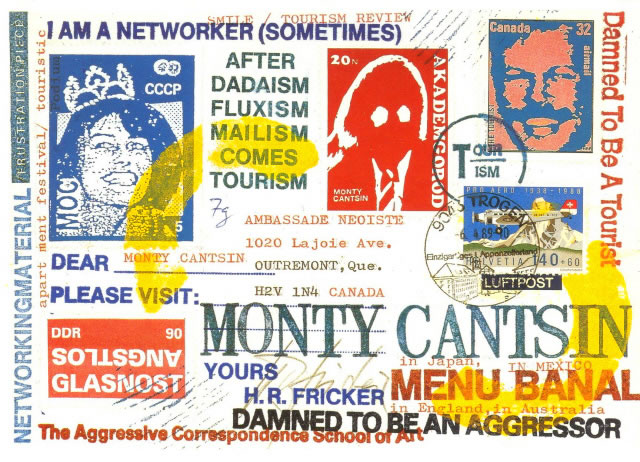
Mail Art von H. R. Fricker (1990)

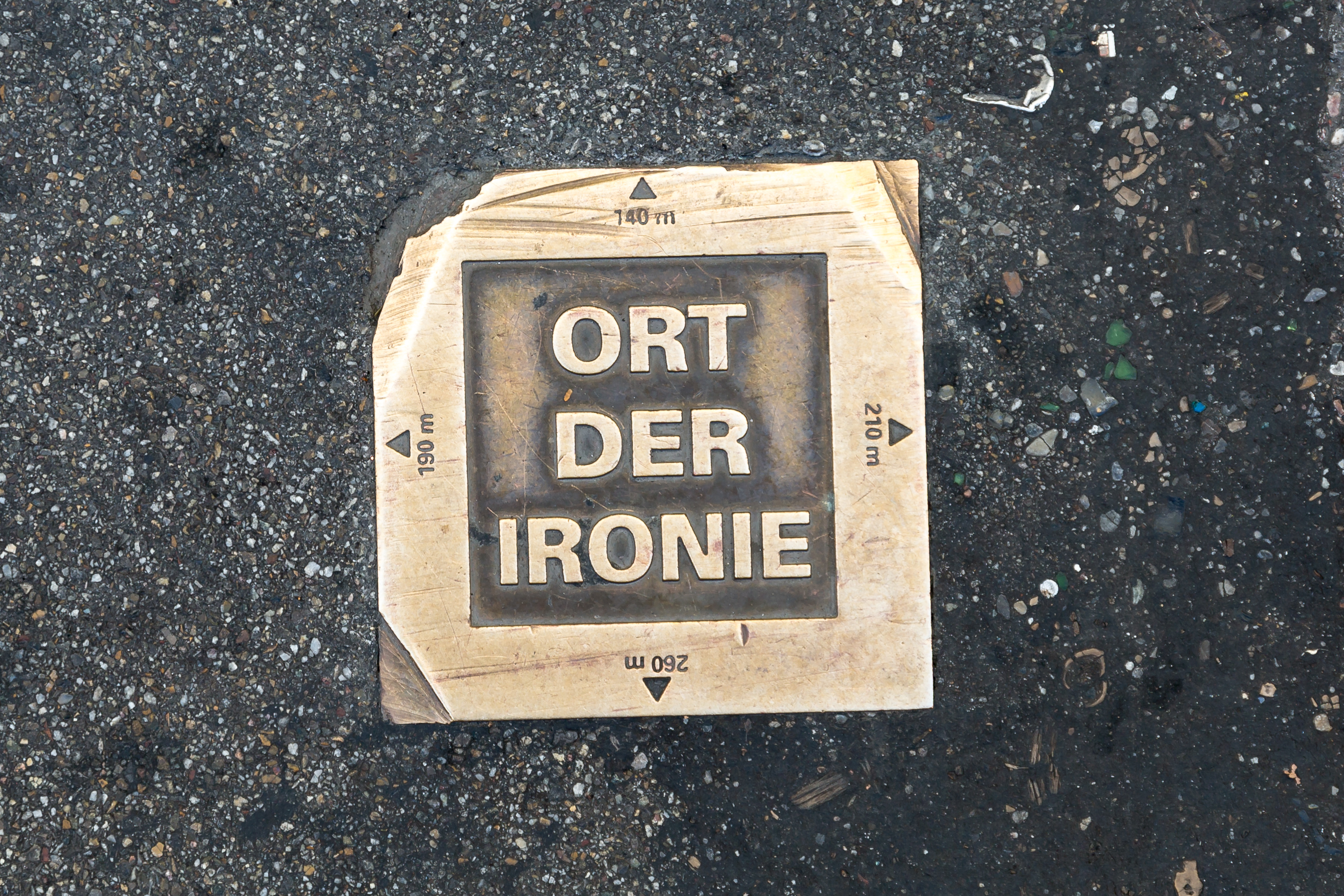
«Ort der Ironie» von H. R. Fricker in St. Gallen

Ab 1973 absolvierte H. R. Fricker, bewusst als Alternative zu einem Kunststudium, eine Ausbildung als Erzieher an der Heimerzieherschule in Rorschach. Parallel dazu besuchte er 1973/1974 Kurse an der F+F Schule für Kunst und Mediendesign in Zürich.
Nach anfänglichen Fotoarbeiten und Schriftspuren in der Winterlandschaft von Trogen nutzte Fricker Ende der 1970er-Jahre die Fotokopie für seine Kunstaktionen im öffentlichen Raum. Er markierte seine Wege durch St. Gallen mit Fotokopien seines Selbstporträts. Daraufhin entstand  in den Strassen eine Kleinplakatszene. 1980 proklamierte er mittels Plakaten die «fiktive Kunsthalle St.Gallen». 1981 gründete Fricker das Büro für künstlerische Umtriebe auf dem Land in Trogen, Appenzell Ausserrhoden, und wurde aktiv in der weltweiten Mail-Art-Szene. Mit Sondermarken zum Abbruch der Rotbachbrücke wehrte er sich gegen den Abbruch der 1924 erbauten Rotbachbrücke mit dem eigenwilligen S-förmigen Grundriss. Er schuf Ida Schläpfer, ein Wortspiel in Anspielung an Idee Schläpfer, das dazu diente, auf das fehlende Frauenstimm- und Wahlrecht an der Landsgemeinde des Kantons Appenzell Ausserrhoden hinzuweisen. Briefmarken zeigten den Bären aus dem Appenzellerwappen als weibliches Wappentier mit roter Vulva statt dem üblichen männlichen Wappentier mit rotem Penis.
Fricker rief 1984 zum «Tourism», zum Sich-gegenseitig-Besuchen, auf und initiierte 1986 mit Günther Ruch und 1992 mit Peter W. Kaufmann den 1. und 2. weltweiten dezentralen Mail-Art- und Networker-Kongress. 1992 kennzeichnete er sein Wohnhaus in Trogen mit dem Schild «Networker Hotel». Ab den 1990er-Jahren arbeitete er vermehrt mit Emailleschildern und bezeichnete Orte mit Formeln wie Ort der List, Ort der Gewalt oder Ort der Ironie. 2007 entstand seine Homepage «placeofplaces.com». Er gründete eigene, zum Nachdenken anregende Museen wie das temporäre «Alpstein Museum,» das vor allem aus Hausbibliotheken in Berggasthäusern bestand, und das Museum für Lebensgeschichten in Speicher. 2005 rief er den «Trogener Kunstpreis für Menschen mit Behinderung» ins Leben. Dieses und zahlreiche weitere Projekte begleitete stets seine Frau. Im Jahr 2012 schuf er das Geometer-Denkmal in Teufen als symbolischen Mittelpunkt des Kantons Appenzell Ausserrhoden.
Fricker starb am 6. Mai 2023 im Alter von 75 Jahren in Trogen.

## Schriften
- Mail art is not fine art, it’s the artist who is fine, Designbuch-Verlag, Cremlingen 1987, ISBN 3-923971-13-3.
- Ortekataster für Zürich, edition fink, Zürich 2012, ISBN 3-906086-05-4.
- Ort der Orte, Designbuch-Verlag Cremlingen 1995, ISBN 3-923971-47-8.
- Erobert die Wohnzimmer dieser Welt! edition fink, Zürich 2012 (Katalog zur Ausstellung im Kunstmuseum Thurgau, 2012), ISBN 3-03746-158-6, zusammen mit (als Autoren): Ute Christiane Hoefert, Markus Landert, Ursula Badrutt, Matthias Kuhn und Cornelia Röder.